# Eyvind Beckman

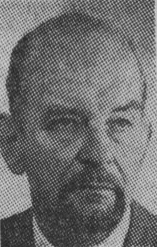
Eyvind Beckman

Torsten Eyvind Beckman, född 21 januari 1918 i Vissefjärda församling, Kalmar län, död 20 oktober 1987, var en svensk inredningsarkitekt.
Beckman var son till bankkamrer Frithiof Beckman och Maggen Faye-Hansen samt bror till Anders Beckman och Per Beckman. Han studerade för Carl Malmsten 1936–1940, i Wien 1937–1938, var chef för Svenska Slöjdföreningens utställningsavdelning i Stockholm 1946–1949, huvudlärare i möbel- och inredningskonst vid Konstindustriskolan i Göteborg 1950–1955, anställd vid Mölnlycke AB i Göteborg 1950–1965, startade egen konsultverksamhet i Göteborg 1965 och Stockholm från 1968. Han var ordförande i Svenska Inredningsarkitekters Riksförbund 1947–1950 och 1970–1975, i föreningen Göteborgs konsthantverkare 1963 och generalsekreterare i Svenska Inredningsarkitekters Riksförbund från 1975. Han skrev artiklar i fackpress.